# Lizartza
Lizartza és un municipi de Guipúscoa, de la comarca del Tolosaldea.

## Etimologia
El nom significa etimològicament lloc amb abundants freixes, del basc lizar (freixe) i -tza o -za' un sufix que indica abundància. Lizartza no s'ha de confondre amb Lizarra, que és el nom basc de la localitat navarresa d'Estella. Els seus habitants reben el nom de lizartzarres.

## Geografia
Lizarza està situat al centre-est de Guipúscoa. El seu terme municipal és travessat de sud a nord pel riu Araxes, afluent del riu Oria. La localitat de Lizarza se situa en el fons de la vall de l'Araxes. La zona est del terme municipal és més muntanyenca i culmina en el munti Otsabio de gairebé 800 metres d'altitud.

### Barris
Basaizaldea, Ermitalde, Elizondo, Elbarren, Iturralde, Larzabal i Leizialdea.

### Localitats limítrofes
Limita al nord amb els municipis de Leaburu i Gaztelu. A l'est amb Gaztelu i Orexa. Al sud limita amb la vall navarrès d'Araiz, un petit enclavament de Gaztelu i l'enclavament de Bedaio pertanyent a Tolosa. Per l'oest limita amb el municipi de Altzo. Lizartza posseïx tres petits exclavaments del seu terme municipal: 
- Anakar està situat lleugerament a l'oest de la part principal del terme municipal i limita a nord i sud respectivament amb Gaztelu i Orexa.
- Orunbe limita amb Araiz (Navarra), Orella i amb els enclavaments d'Uli de Gaztelu i Zotzune d'Orexa.
- Uli limita amb el municipi navarrès d'Areso, amb Berastegi i amb l'enclavament d'Uli-Gaztelu.

## Demografia
| 1900 | 1910 | 1920 | 1930 | 1940 | 1950 | 1960 | 1970 | 1981 | 1991 | 2000 | 2005 |
| ---- | ---- | ---- | ---- | ---- | ---- | ---- | ---- | ---- | ---- | ---- | ---- |
| 607  | 606  | 634  | 608  | 622  | 710  | 862  | 908  | 806  | 697  | 581  | 614  |

## Administració
| 2011 | Aitor Agirre (Bildu)          |
| 2007 | Regina Otaola Muguerza (PP)   |
| 2003 | Joseba Egibar Artola (PNB-EA) |
| 1999 | José Antonio Mintegi (EH)     |
| 1995 | José Antonio Mintegi (HB)     |
| 1991 | ?? - (HB)                     |
| 1987 | ?? - (HB)                     |
| 1983 | Julián Zubeldia (HB)          |
| 1979 | Julián Zubeldia (indep.)      |